# Futsal-Weltmeisterschaft 1992
Die 2. FIFA Futsal-Weltmeisterschaft fand vom 15. November bis zum 28. November 1992 in Hongkong statt. Die 16 teilnehmenden Mannschaften spielten in 40 Partien den zweiten Futsal-Weltmeister unter der Schirmherrschaft der FIFA aus.
Die brasilianische Mannschaft konnten durch einen 4:1-Erfolg im Finale gegen die Vereinigten Staaten ihren Titel verteidigen. Das spanische Team gewann im Spiel um Platz 3 mit 9:6 gegen den Iran, in dessen Reihen sich mit Saeid Rajabi Shirazi der Torschützenkönig des Turniers befand. Zum besten Spieler des Turniers wurde der Brasilianer Jorginho ernannt.

## Gastgeber und Austragungsorte
Hongkong ist das kleinste Land, in dem jemals ein Endrundenturnier der FIFA ausgetragen wurde. Verantwortlich für die Organisation war der Fußballverband von Hongkong. 
Als Austragungsorte wurden lediglich zwei Hallen auf der Halbinsel Kowloon gewählt. Das Hong Kong Coliseum war Hauptaustragungsort der Weltmeisterschaft; insgesamt fanden darin 24 Partien statt, darunter die Halbfinal- und Finalspiele. Die im Stadtteil Hung Hom (Distrikt Kowloon City) gelegene Halle wurde 1983 eröffnet und hat eine Zuschauerkapazität von 10.500 Plätzen. Als zweiter Austragungsort diente das Kowloon Park Sports Centre im Park von Kowloon im Stadtteil Tsim Sha Tsui (Distrikt Yau Tsim Mong). Die Halle bietet etwa 250 Zuschauern Platz.

Austragungsort
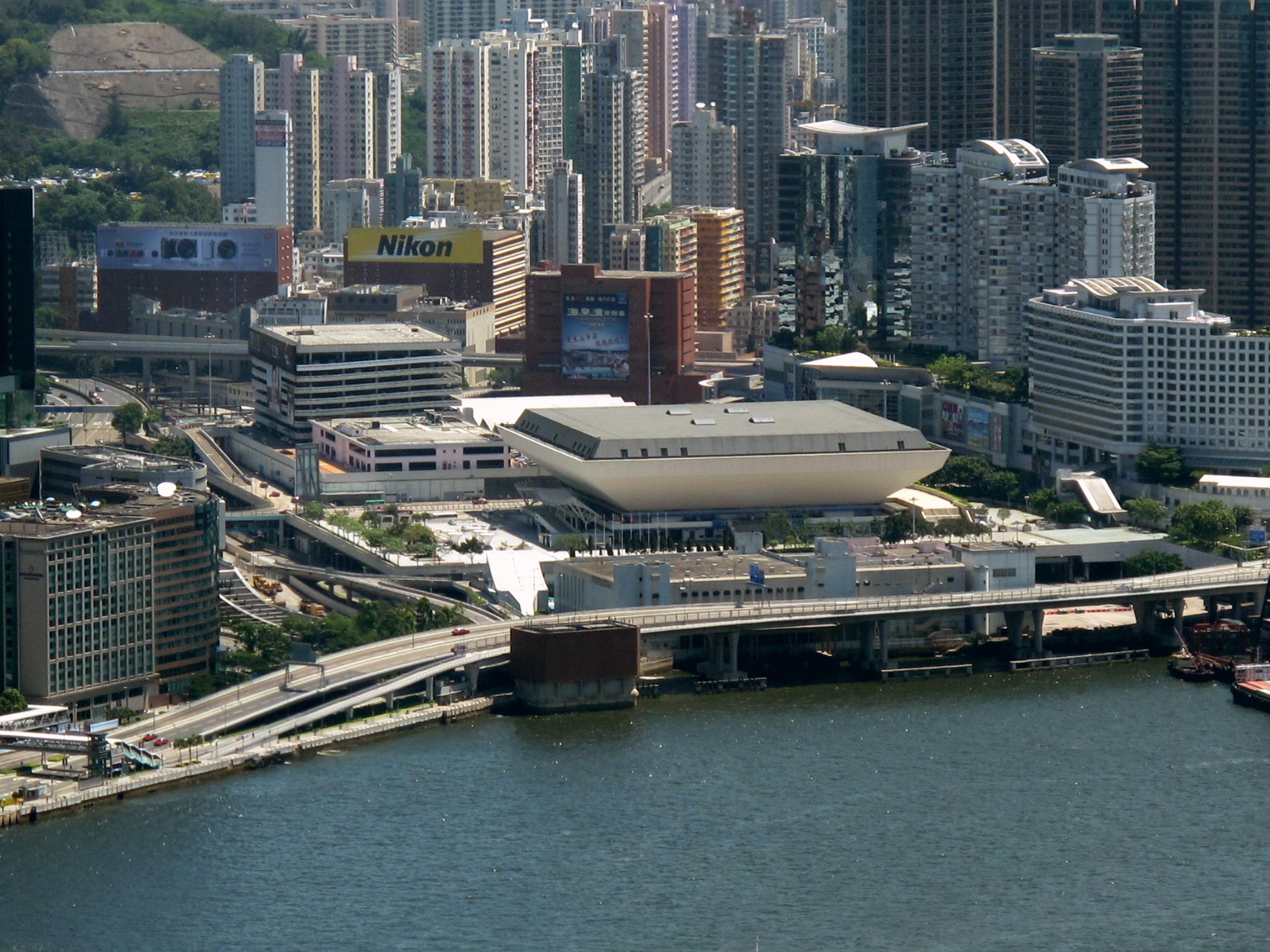
Hong Kong Coliseums, Hung Hom 2010
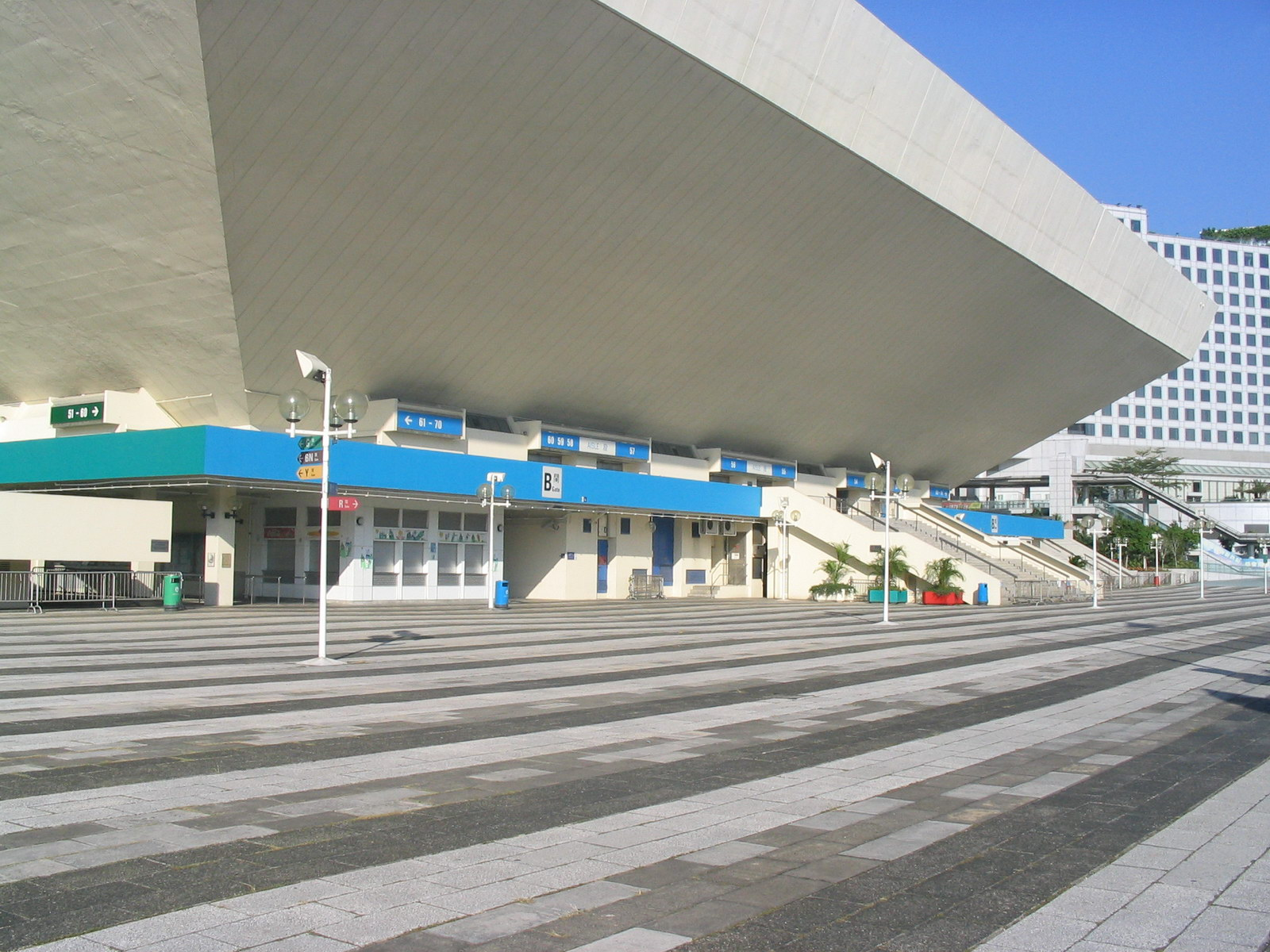
Haupteingang des Hong Kong Coliseums, 2004
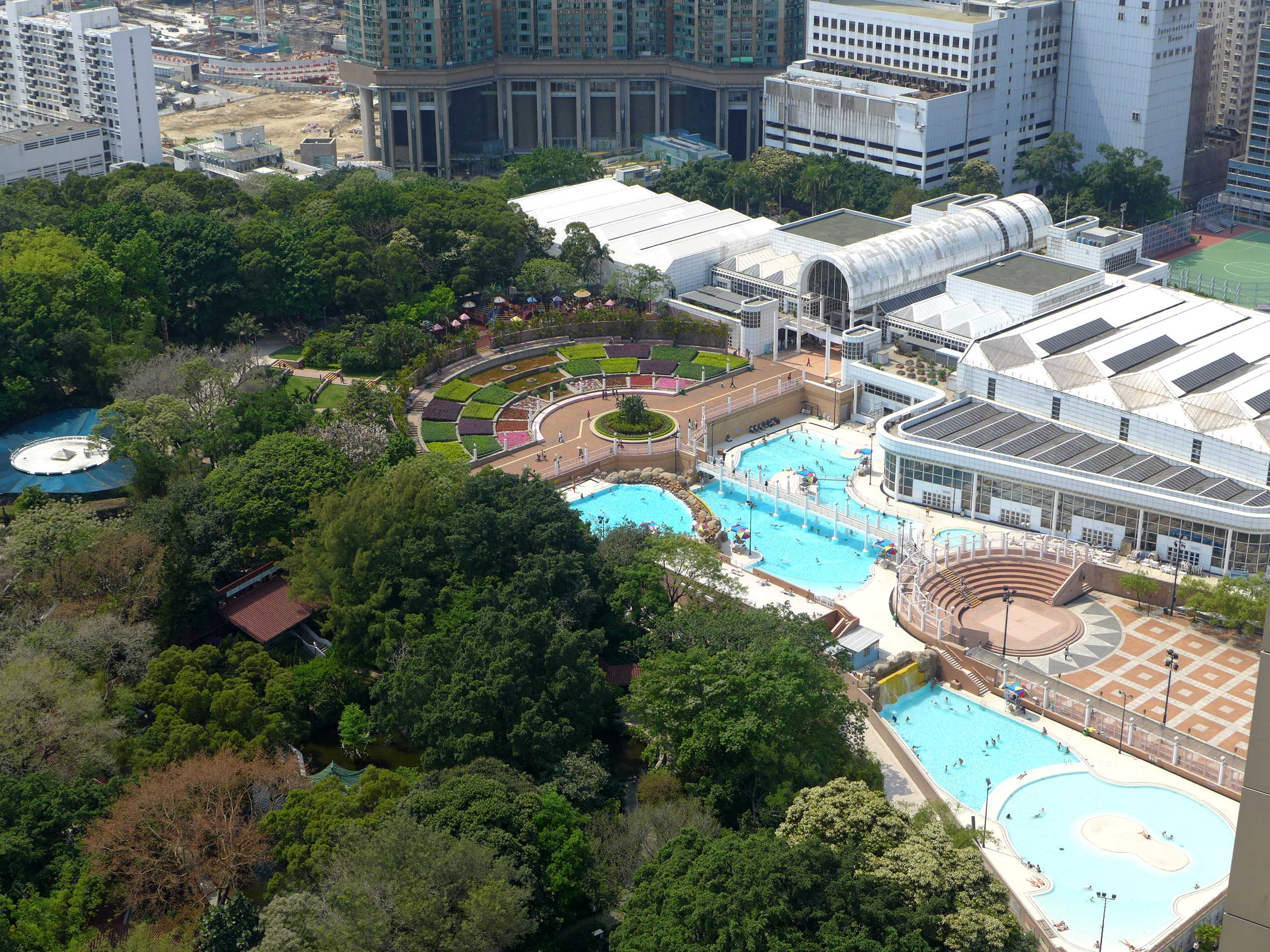
Kowloon Park Überblick, 2004
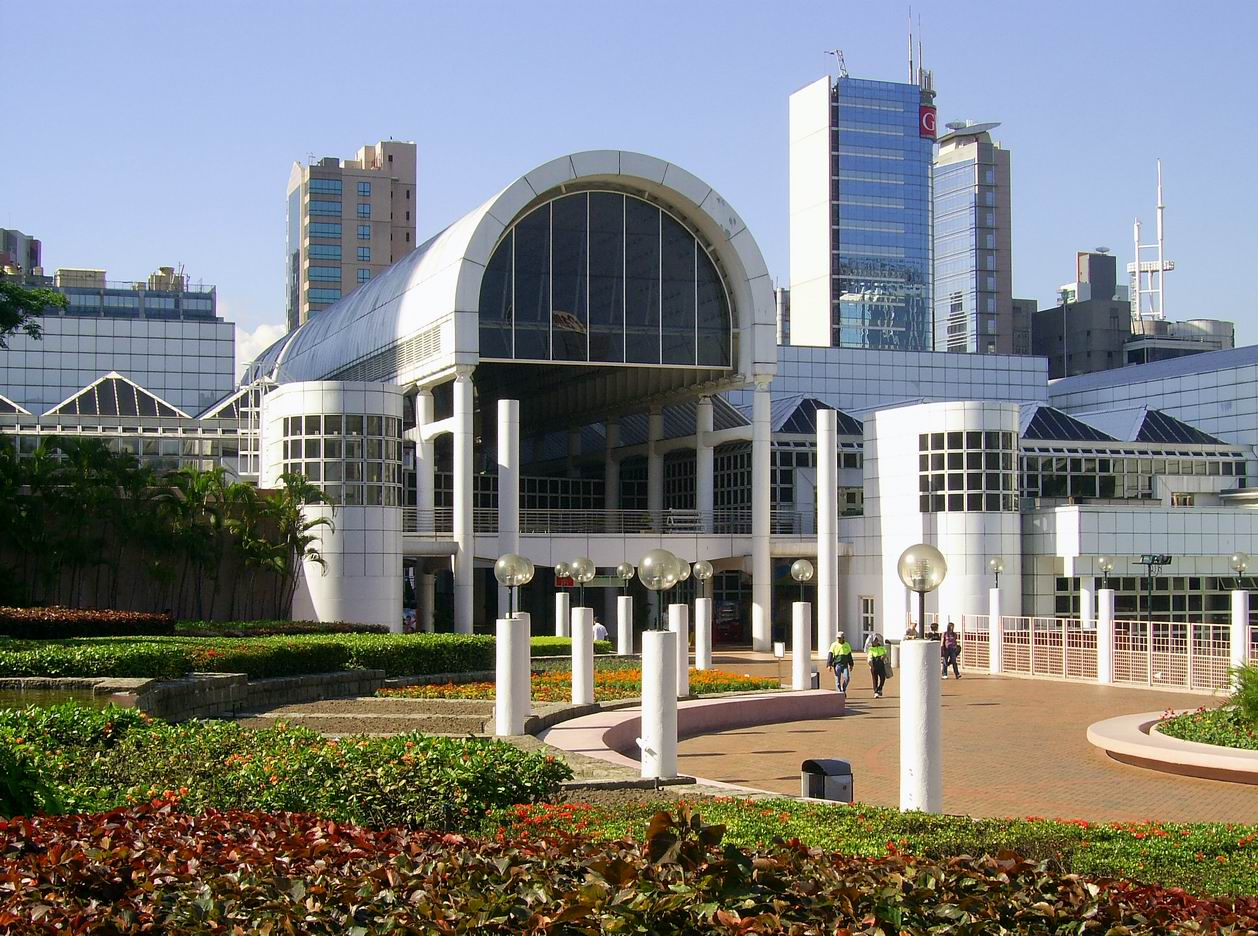
Kowloon Park Erweiterung, 1989

## Teilnehmer
Insgesamt bewarben sich neben Gastgeber Hongkong 26 Verbände um eine Teilnahme an der zweiten Futsal-Weltmeisterschaft. Wie schon drei Jahre zuvor in den Niederlanden nahmen am Endrundenturnier 16 Mannschaften teil. 
In Asien, Europa, Ozeanien und Südamerika kam es zu Qualifikationsspielen, der afrikanische Vertreter Nigeria und die beiden Teilnehmer der CONCACAF, Costa Rica und die Vereinigten Staaten, wurden von der FIFA zum Turnier eingeladen. Gastgeber Hongkong war ebenfalls automatisch qualifiziert. 
Aus Asien qualifizierten sich die Volksrepublik China (gegen Japan und Thailand) und der Iran (gegen Oman und Kuwait), in Ozeanien setzte sich Australien gegen Neuseeland und Vanuatu durch. In Südamerika bewarben sich nur vier Teams um die drei verfügbaren Plätze. Letztlich scheiterte Ecuador. In Europa gab es zwei Qualifikationsgruppen mit jeweils fünf Mannschaften, von denen sich die jeweils ersten drei qualifizierten. Dabei setzte sich zunächst auch die jugoslawische Mannschaft durch, die aber nach von den Vereinten Nationen beschlossenen Resolutionen, wie schon bei der Fußball-Europameisterschaft 1992 oder später auch von den Olympischen Winterspielen ausgeschlossen wurde. Für Jugoslawien rückte Belgien nach. 
Für Costa Rica, Hongkong, Iran, Nigeria, Polen, Russland und die Volksrepublik China war es die erste Teilnahme an einer FIFA Futsal-Weltmeisterschaftsendrunde.

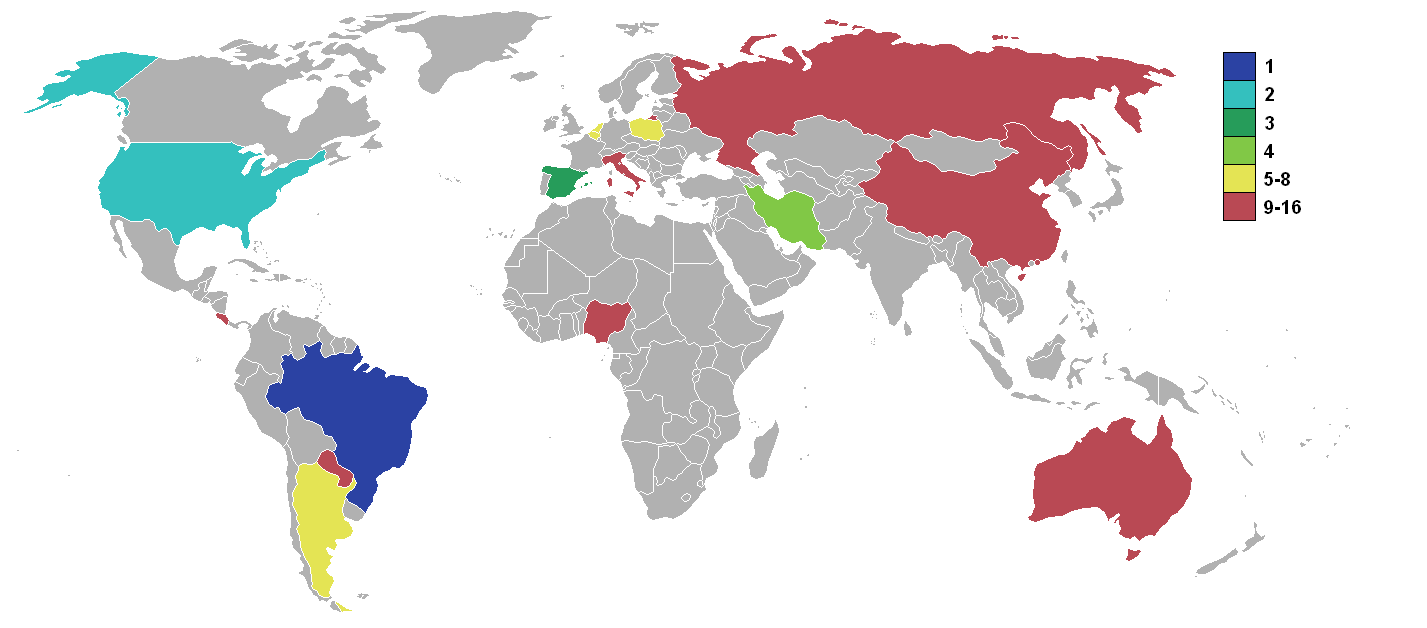
Platzierungen der Teilnehmer

| 6 aus Europa                  | Belgien 1           | Italien   | Niederlande | Polen |
|                               | Russland            | Spanien   |             |       |
| 3 aus Südamerika              | Argentinien         | Brasilien | Paraguay    |       |
| 3 aus Asien                   | Volksrepublik China | Hongkong  | Iran        |       |
| 2 aus Nord- und Mittelamerika | Costa Rica          | USA       |             |       |
| 1 aus Afrika                  | Nigeria             |           |             |       |
| 1 aus Ozeanien                | Australien          |           |             |       |

## Modus
Der Modus blieb im Vergleich zur Weltmeisterschaft 1989 unverändert. Die 16 Mannschaften spielten zunächst in vier Vorrundengruppen mit je vier Mannschaften. Innerhalb jeder Gruppe spielte jede Mannschaft gegen jede andere Mannschaft. Die beiden Gruppenbesten jeder Gruppe qualifizierten sich für die zweiten Gruppenphase, in der die acht Mannschaften erneut in zwei Vierergruppen (je zwei Vorrundensieger und zwei Vorrundenzweite pro Gruppe) verteilt wurden und nochmals gegen jede Mannschaft ein Spiel austrugen. Die beiden besten jeder Gruppe qualifizierten sich für das Halbfinale, das die Mannschaften im K.-o.-System austrugen. Bei Punktegleichstand während der Gruppenphase entschied das Torverhältnis über die Platzierung.

## Vorrunde
Die Auslosung fand am 12. Juni 1992 in Hongkong statt, dabei befand sich auch noch Jugoslawien im Lostopf, die erst später durch Belgien ersetzt wurden. Ob eine Setzliste existierte und falls ja nach welchen Kriterien diese festgelegt wurde, konnte bislang nicht eruiert werden, sicher scheint nur, dass Hongkong als Gruppenkopf der Gruppe A gesetzt wurde, die anderen Gruppenköpfe waren die Niederlande, Brasilien und die Volksrepublik China.

### Gruppe A
| So, 15. November 1992, 15:00 Uhr im Coliseum     |   |             |           |
| Argentinien                                      | – | Nigeria     | 6:2 (4:0) |
| So, 15. November 1992, 17:00 Uhr im Coliseum     |   |             |           |
| Hongkong                                         | – | Polen       | 2:4 (1:2) |
| Di, 17. November 1992, 18:30 Uhr im Kowloon Park |   |             |           |
| Polen                                            | – | Nigeria     | 5:4 (3:1) |
| Di, 17. November 1992, 20:30 Uhr im Kowloon Park |   |             |           |
| Hongkong                                         | – | Argentinien | 1:2 (1:0) |
| Fr, 20. November 1992, 20:30 Uhr im Kowloon Park |   |             |           |
| Polen                                            | – | Argentinien | 2:3 (2:3) |
| Fr, 20. November 1992, 20:30 Uhr im Coliseum     |   |             |           |
| Hongkong                                         | – | Nigeria     | 4:1 (0:0) |

In Gruppe A setzten sich Argentinien und Polen durch. In allen vier Ländern war Futsal zum damaligen Zeitpunkt weitestgehend unbekannt und die Gruppe entpuppte sich in der Zwischenrunde als schwächste Vorrundengruppe, da sowohl Argentinien als auch Polen als Gruppenletzte ausschieden. Während in Polen und Argentinien zumindest auf Amateurebene Hallenfußball bereits betrieben wurde, wurden in Hongkong und Nigeria erst für das Turnier Strukturen geschaffen. Das Ausscheiden der Gastgeber konnte auch Trainer Vic Hermans, der bei der WM 1989 mit dem Goldenen Ball ausgezeichnet wurde, nicht verhindern. 

### Gruppe B
| Mo, 16. November 1992, 18:30 Uhr im Coliseum     |   |          |            |
| Niederlande                                      | – | Iran     | 2:1 (2:0)  |
| Mo, 16. November 1992, 18:30 Uhr im Kowloon Park |   |          |            |
| Paraguay                                         | – | Italien  | 5:7 (1:2)  |
| Mi, 18. November 1992, 18:30 Uhr im Coliseum     |   |          |            |
| Iran                                             | – | Italien  | 7:5 (4:1)  |
| Mi, 18. November 1992, 20:30 Uhr im Coliseum     |   |          |            |
| Niederlande                                      | – | Paraguay | 1:3 (0:2)  |
| Fr, 20. November 1992, 18:30 Uhr im Coliseum     |   |          |            |
| Niederlande                                      | – | Italien  | 4:3 (1:0)  |
| Fr, 20. November 1992, 18:30 Uhr im Kowloon Park |   |          |            |
| Iran                                             | – | Paraguay | 10:6 (2:2) |

In Gruppe B überraschte die iranische Mannschaft die Konkurrenz. Noch vor dem amtierenden Vizeweltmeister Niederlande konnte man sich für die zweite Runde qualifizieren, und das obwohl man das einzige Land in der Gruppe war, in dem Futsal bis zu Turnierbeginn nur nebenbei von einigen Fußballern betrieben wurde. Die Mannschaft der Niederlande setzte sich erwartungsgemäß durch, wobei die Ergebnisse äußerst knapp waren. Für Italien und Paraguay war das Turnier nach der Vorrunde beendet.

### Gruppe C
| Mo, 16. November 1992, 20:30 Uhr im Coliseum     |   |            |            |
| Brasilien                                        | – | Australien | 3:0 (2:0)  |
| So, 16. November 1992, 20:30 Uhr im Kowloon Park |   |            |            |
| Costa Rica                                       | – | Belgien    | 2:6 (1:3)  |
| Do, 19. November 1992, 18:30 Uhr im Kowloon Park |   |            |            |
| Australien                                       | – | Belgien    | 1:2 (1:1)  |
| Do, 19. November 1992, 20:30 Uhr im Coliseum     |   |            |            |
| Brasilien                                        | – | Costa Rica | 15:1 (4:0) |
| Sa, 21. November 1992, 18:30 Uhr im Coliseum     |   |            |            |
| Brasilien                                        | – | Belgien    | 5:0 (2:0)  |
| Sa, 21. November 1992, 18:30 Uhr im Kowloon Park |   |            |            |
| Australien                                       | – | Costa Rica | 8:6 (5:2)  |

Die Gruppe C wurde erwartungsgemäß von Brasilien dominiert. Mit einem Torverhältnis von 23:1 und drei Siegen in drei Spielen setzte man sich souverän durch. Auf den zweiten Rang schaffte es das Nachrrückerteam aus Belgien, durch einen knappen Sieg über Australien.

### Gruppe D
| Di, 17. November 1992, 18:30 Uhr im Coliseum     |   |          |            |
| China                                            | – | Spanien  | 5:6 (2:2)  |
| Di, 17. November 1992, 20:30 Uhr im Kowloon Park |   |          |            |
| Russland                                         | – | USA      | 3:8 (0:3)  |
| Do, 19. November 1992, 18:30 Uhr im Coliseum     |   |          |            |
| Spanien                                          | – | USA      | 5:3 (1:0)  |
| Do, 19. November 1992, 20:30 Uhr im Coliseum     |   |          |            |
| China                                            | – | Russland | 1:10 (1:2) |
| Sa, 21. November 1992, 20:30 Uhr im Coliseum     |   |          |            |
| China                                            | – | USA      | 1:7 (0:4)  |
| Sa, 21. November 1992, 20:30 Uhr im Kowloon Park |   |          |            |
| Spanien                                          | – | Russland | 7:7 (2:1)  |

Knapp ging es in Gruppe D zu. Letztlich setzte sich Favorit Spanien und die Vereinigten Staaten durch, Russland fehlte im abschließenden Spiel gegen Spanien ein Treffer um weiterzukommen. Für China, deren Team aus gewöhnlichen Fußballern bestand, blieb nur eine Statistenrolle in dieser Gruppe.

## Zwischenrunde

### Gruppe E
| Mo, 23. November 1992, 18:30 Uhr im Coliseum     |   |             |           |
| Argentinien                                      | – | Niederlande | 1:4 (0:0) |
| Mo, 23. November 1992, 20:30 Uhr im Coliseum     |   |             |           |
| Brasilien                                        | – | USA         | 2:2 (0:1) |
| Di, 24. November 1992, 20:30 Uhr im Coliseum     |   |             |           |
| Argentinien                                      | – | Brasilien   | 1:5 (1:3) |
| Di, 24. November 1992, 20:30 Uhr im Kowloon Park |   |             |           |
| Niederlande                                      | – | USA         | 3:3 (1:2) |
| Mi, 25. November 1992, 20:30 Uhr im Kowloon Park |   |             |           |
| Argentinien                                      | – | USA         | 3:6 (2:2) |
| Mi, 25. November 1992, 20:30 Uhr im Coliseum     |   |             |           |
| Niederlande                                      | – | Brasilien   | 1:6 (0:3) |

In Gruppe E setzte sich Turnierfavorit und die Vereinigten Staaten gegen Vizeweltmeister Niederlande und Argentinien durch. Den USA gelang ein überraschendes Unentschieden gegen die Brasilianer und ein weiteres Unentschieden im vorentscheidenden Spiel um den Halbfinaleinzug gegen die Niederlande. Argentinien spielte keinerlei Rolle in dieser Gruppe. 

### Gruppe F
| Mo, 23. November 1992, 18:30 Uhr im Kowloon Park |   |         |           |
| Iran                                             | – | Polen   | 2:0 (0:0) |
| Mo, 23. November 1992, 20:30 Uhr im Kowloon Park |   |         |           |
| Spanien                                          | – | Belgien | 5:3 (1:1) |
| Di, 24. November 1992, 18:30 Uhr im Coliseum     |   |         |           |
| Iran                                             | – | Spanien | 4:2 (0:1) |
| Di, 24. November 1992, 18:30 Uhr im Kowloon Park |   |         |           |
| Polen                                            | – | Belgien | 1:4 (0:3) |
| Mi, 25. November 1992, 18:30 Uhr im Coliseum     |   |         |           |
| Iran                                             | – | Belgien | 4:2 (1:0) |
| Mi, 25. November 1992, 18:30 Uhr im Kowloon Park |   |         |           |
| Polen                                            | – | Spanien | 3:7 (1:5) |

In Gruppe F trafen WM-Mitfavorit Spanien auf die Außenseiterteams aus Belgien, Polen und Iran. Dabei überraschte die iranische Mannschaft erneut und schlug selbst die Spanier mit 4:2. Auch die beiden anderen Gruppenspiele konnten erfolgreich gestaltet werden. Spanien gelang trotz der überraschenden Niederlage als Gruppenzweiter souverän der Einzug in das Halbfinale. 

## Finalrunde

### Halbfinale
| 27. November 1992 | Coliseum | Iran      | – | USA     |  | 2:4 (1:1) |
| 27. November 1992 | Coliseum | Brasilien | – | Spanien |  | 4:1 (3:0) |

Im Halbfinale unterlag die iranische Mannschaft den Vereinigten Staaten mit 2:4. Die iranische Mannschaft hatte das Turnier bis zu dieser Partie mit einem Stamm von lediglich sechs Feldspielern bestritten, während alle anderen zum Großteil sieben bis neun Feldspieler pro Partie einsetzten. Den iranischen Spielern waren die Strapazen der sechs vorhergegangenen Spiele anzumerken, was schließlich dazu führte, dass sich die USA in der zweiten Hälfte durchsetzen konnte. 
Titelfavorit Brasilien setzte sich gegen den auf dem Papier stärksten Konkurrenten aus Spanien mit 4:1 durch und konnte wie schon 1989 in das Finale einziehen. Das Spiel war bereits zur Halbzeit entschieden, als Brasilien mit 3:0 führte.

### Spiel um Platz 3
| 28. November 1992 | Coliseum | Spanien | – | Iran |  | 9:6 (6:4) |

Im Spiel um Platz 3 sorgten die beiden Mannschaften für eine der torreichsten Partien des Turniers. Letztlich revanchierte sich die spanische Mannschaft für die Niederlage in der zweiten Gruppenphase und belegte den Bronzerang. 

### Finale
| 28. November 1992 | Coliseum | Brasilien | – | USA |  | 4:1 (1:0) |

Im Finale um die snicker's Trophy, benannt nach einem Schokoriegel des Hauptsponsors der Veranstaltung Mars Inc., setzte sich Brasilien erneut durch. Das Spiel war lange Zeit offen und zu Beginn der zweiten Hälfte gelang den US-Amerikanern der Ausgleich. Kurze Zeit später konnten die Brasilianer jedoch durch Treffer von Jorginho und Kapitän Vander innerhalb von einer Minute einen Zwei-Tore-Vorsprung herausspielen und diesen bis zum Ende verteidigen.

## Beste Torschützen
| Rang | Spieler              | Tore |
| ---- | -------------------- | ---- |
| 1    | Saeid Rajabi Shirazi | 16   |
| 2    | Kostantin Jeremenko  | 15   |
| 3    | Alvaro               | 11   |
| 4    | Ortiz                | 10   |
| 5    | Dale Irvine          | 9    |
|      | Vander               | 9    |
| 7    | Manoel Tobias        | 8    |
| 8    | Andrea Rubei         | 7    |
|      | Jorginho             | 7    |
|      | Paco                 | 7    |
| 11   | Gabriel Valarin      | 6    |
|      | Raf Hernalsteen      | 6    |
|      | Hernan Borja         | 6    |

## Auszeichnungen
Mit dem Goldenen Ball für den besten Spieler des Turniers wurde der Brasilianer Jorginho ausgezeichnet, der allerdings im All-Star-Team des Technischen Berichts nicht auftaucht. Ein Silberner bzw. Bronzener Ball wurden nicht vergeben. Als bester Torjäger des Turniers erhielt der Iraner Saeid Rajabi Shirazi den Goldenen Schuh. Den Fair-Play-Preis gewann die Mannschaft der USA.

## Fazit

Das All-Star-Team in taktischer Anordnung

Zwischen den teilnehmenden Verbänden herrschten frappierende Unterschiede in der Bedeutung von Futsal im eigenen Land. Während sich Futsal in Brasilien, Spanien, den Niederlanden und den Vereinigten Staaten großer Beliebtheit erfreut, war die Sportart in den restlichen teilnehmenden Nationen zumeist nur eine Randsportart oder gänzlich neu. Daher überraschte es keineswegs, dass drei der vier Halbfinalisten aus den Hochburgen des Hallenfußballs kamen. Der Iran stieg zur Überraschungsmannschaft des Turniers auf und belegte am Ende Rang 4. Positiv hervorgehoben wurde auch das deutlich höhere spielerische Niveau im Vergleich zur Weltmeisterschaft 1989, das auch dafür sorgte, dass sich der Tordurchschnitt beträchtlich erhöhte.
Hongkong wurde als Gastgeber für die gute Unterkunft der Sportler, die Versorgung, den Transport und die technische Infrastruktur gelobt. Kritik gab es für den Hallenboden, auf dem der Ball nicht optimal rollte und den zum Teil geringen Zuschauerzuspruch.
Der Technische Bericht schlug des Weiteren vor die Auszeitoption auf den Trainer umzulegen (während des Turniers musste diese vom Kapitän beantragt werden), die Anzahl der zu nominierenden Spieler von 12 auf 14 zu erhöhen und die Größe des Balls von 4 auf 3 zu ändern (ein handelsüblicher Fußball hat Größe 5). Auch der Einsatz von regulären Fußballschiedsrichtern wurde bemängelt, da diese sich nicht innerhalb der kurzen Zeit den speziellen Regeln des Futsals anpassen konnten. 
In Deutschland wurde das Turnier nur am Rande wahrgenommen. Das Fachblatt kicker berichtete unter der Rubrik „telegramme“ in Kurzform über die Geschehnisse, nach dem Finale wurde im Bereich „Fußball international“ ein kleiner Artikel veröffentlicht.